# Івановиці (Каліський повіт)
Івановиці (пол. Iwanowice) — село в Польщі, у гміні Щитники Каліського повіту Великопольського воєводства.
Населення — 694 особи (2011).
У 1975-1998 роках село належало до Каліського воєводства.

## Демографія
Демографічна структура станом на 31 березня 2011 року:
|          | Загалом | Допрацездатний вік | Працездатний вік | Постпрацездатний вік |
| -------- | ------- | ------------------ | ---------------- | -------------------- |
| Чоловіки | 343     | 85                 | 223              | 35                   |
| Жінки    | 351     | 71                 | 195              | 85                   |
| Разом    | 694     | 156                | 418              | 120                  |